# NGC 3563
NGC 3563 ist ein interagierendes Galaxienpaar vom Hubble-Typ S0 im Sternbild Löwe auf der Ekliptik. Es ist schätzungsweise 442 Millionen Lichtjahre von der Milchstraße entfernt.
Das Objekt wurde am 18. März 1869 von Otto von Struve entdeckt.